# Lubomír Dorůžka
Lubomír Dorůžka (18. března 1924 Praha – 16. prosince 2013) byl český muzikolog, novinář, překladatel, hudební organizátor, hudební publicista a pedagog. Jeho syn Petr Dorůžka je také hudebním publicistou, vnuk David Dorůžka je kytaristou.

## Životopis
Od mimořádného letního semestru roku 1945 do roku 1948 studoval hudební vědu na filozofické fakultě Univerzity Karlovy v Praze, v roce 1948 na téže fakultě přešel na studium anglické a americké literatury, promoval roku 1950. Po škole nastoupil do Státního nakladatelství literatury, hudby a umění, později přejmenovaného na Odeon.
Jeho překladatelské a publikační dílo je velice obsáhlé a neobyčejně bohaté. V roce 1963 byl odborným hudebním poradcem pro film Revue pro banjo. Až do úmrtí byl stálým přispěvatelem na hudebním webu Muzikus. V roce 1999 získal Cenu F. X. Šaldy za celoživotní dílo. Jednalo se také o dlouholetého spolupracovníka Českého rozhlasu, kde se po mnoho let věnoval popularizaci kvalitní populární hudby, zejména pak hudby jazzové. V roce 1971 Dorůžka odešel do zahraničního oddělení Supraphonu, kde měl na starost subdodavatelské nakladatelské smlouvy. Velmi cenná byla i jeho činnost organizační a dramaturgická.
Celoživotním přítelem mu byl český spisovatel Josef Škvorecký.

## Dílo
Jednalo se o velkého znalce celé rozsáhlé oblasti současné populární hudby, zejména pak americké černošské hudby včetně hudby jazzové, což bylo primární téma, kterému se věnoval po celý svůj život.

### Publikace
- 1966 – Tvář jazzu (s J. Škvoreckým)
- 1967 – Československý jazz. Minulost a přítomnost (s I. Poledňákem)
- 1970 – Tvář moderního jazzu
- 1979 – Panoráma populární hudby 1918/1978, aneb Nevšední písničkáři všedních dní
- 1990 – Panoráma jazzu
- 1990 – Jedenáct jazzových osmiček, Česká jazzová společnost a Svaz autorů a interpretů, Praha
- 1992 – Fialová koule jazzu, Panton, edice Impuls
- 1997 – Panoráma paměti
- 2002 – Český jazz mezi tanky a klíči
- 2004 – Panoráma snů
- 2010 – Panoráma jazzových proměn

### Ocenění díla
- 2011 – 27. října 2011 Cena Ministerstva kultury za přínos v oblasti hudby[3]